# Iwiny (przystanek kolejowy)
Iwiny – przystanek kolejowy w miejscowości Iwiny, w województwie dolnośląskim, w Polsce, w pobliżu wrocławskiego osiedla Jagodno. PKP PLK w grudniu 2018 r. ogłosiła przetarg na projekt i budowę przystanku. Został uruchomiony 12 grudnia 2021, wraz z wejściem w życie rocznego rozkładu jazdy pociągów.

## Ruch pasażerski
| Rok  | Wymiana pasażerska na dobę |
| ---- | -------------------------- |
| 2017 | –                          |
| 2022 | 100-149                    |